# 皆川夏穂
皆川 夏穂（みながわ かほ、1997年8月20日 - ）は、千葉県出身の元新体操選手。2016年リオデジャネイロオリンピック日本代表（新体操個人総合）。大原学園高等学校、国士舘大学21世紀アジア学部卒業。イオンスポーツクラブ所属。

## 人物
- 好きなアーティストは三代目 J Soul Brothers で、宿舎にポスターやDVDなどを持ち込み、練習が休みの日に閲覧する [リンク切れ]
- 中学卒業後、ロシアに派遣され、1年のうちの10カ月を宿舎と練習場の往復する生活を送っている[2]。
- 練習は1日8時間行っている。
- 性格は真面目で聡明。
- チャームポイントは笑顔とほお。
- 得意技はジャンプ。
- 2015年頃から右足に コンパートメント症候群 を発症し、治療をしている。 [3]

## 経歴
4歳から新体操を始めた。2012年、2013年全日本ジュニア優勝。
- 2013年:特別強化選手（フェアリージャパン個人競技選手）としてロシアへ新体操留学。
- 2015年世界新体操選手権で15位となり、アテネオリンピックの村田由香里以来3大会ぶりに新体操個人総合でのオリンピック出場枠を獲得した。
- 2016年リオデジャネイロオリンピック代表（新体操個人）。
- 2017年:世界新体操2017（イタリア）
  - 日本人の個人種目でのメダル獲得は1975年のマドリード大会で平口美鶴の金メダル以来の快挙。

ただこの大会ではソ連やブルガリアなどの新体操強豪国が不参加で、ロシア、ブルガリアが参加してのメダルは事実上史上初となる 。
また総合得点として1975年の森野容子と並ぶ日本人最高得点を記録。
- 2018年3月 リスボン 国際トーナメントに出場。フープ、ボール、ロープ、個人総合で1位 。
- コンパートメント症候群による右足の悪化により、2020年12月に手術を受け、2021年6月、東京オリンピックの代表選考会に挑むも、2大会連続のオリンピック出場を逃す[4]。

2021年10月、北九州市で行われた世界選手権個人総合は15位で予選敗退。大会終了後に現役引退を表明した。

## 主な試合結果
- 2015年 モスクワ国際トーナメント 個人総合 2位
- 2015年 W杯ポルトガル大会 個人総合 8位
- 2015年 世界選手権 個人総合 15位
- 2016年 W杯スペイン大会 個人総合 7位
- 2017年7月 ワールドゲームズ（ポーランド）
  - フープ 6位
  - ボール 13位
  - クラブ 9位
  - リボン 8位
- 世界新体操2017（イタリア）
  - フープ 17.700点 3位
  - 4種目合計で68.425点 5位
- 2018年3月 リスボン 国際トーナメント
  - フープ15.566点、ボール14.500点、クラブ15.766点、ロープ13.266点 種目別、総合ともに1位（クラブは3位）
- 2018年4月 新体操のワールドカップ（ペーザロ）
  - ボールで17.300点 6位[5]
- 2019年 2月 モスクワ国際トーナメント
  - フープ19.400点 3位
  - ボール17.850点 5位
  - クラブ18.400点 5位
  - リボン16.800点 4位
  - 4種目合計 73.450点 総合11位

## メディア出演

### CM
- 2016年10月 - イオン プライベートブランド「トップバリュー 」ネオフィットスーツ女性バージョン
  - イオンスポーツクラブで新体操競技をしている早川さくらと出演。
- 2021年3月 - 森永乳業 ビフィズス菌トレメンバー [6]